# Paraxerus
A Paraxerus az emlősök (Mammalia) osztályának a rágcsálók (Rodentia) rendjébe, ezen belül a mókusfélék (Sciuridae) családjába tartozó nem.

## Rendszerezés
A nembe az alábbi 11 faj tartozik:
- Paraxerus alexandri Thomas & Wroughton, 1907
- Paraxerus boehmi Reichenow, 1886
- Paraxerus cepapi A. Smith, 1836 - típusfaj
- Paraxerus cooperi Hayman, 1950
- Paraxerus flavovittis Peters, 1852
- Paraxerus lucifer Thomas, 1897
- Paraxerus ochraceus Huet, 1880
- Paraxerus palliatus Peters, 1852
- Paraxerus poensis A. Smith, 1830
- Paraxerus vexillarius Kershaw, 1923
- Paraxerus vincenti Hayman, 1950